# Узинагаський сільський округ
Узинага́ський сільський округ (каз. Узынағаш ауылдық округі, рос. Узынагашский сельский округ) — адміністративна одиниця у складі Жамбильського району Алматинської області Казахстану. Адміністративний центр — село Узинагаш.
Населення — 54065 осіб (2021; 33121 у 2009, 26097 у 1999, 21767 у 1989).
Станом на 1989 рік існувала Узунагацька сільська рада (села Жанакурилис, Узунагач), село Інтимак перебувало у складі Карасуського сільського округу.

## Склад
До складу округу входять такі населені пункти:
| Населений пункт   | Стара назва | Населення, осіб (1989) | Населення, осіб (1999) | Населення, осіб (2009) | Населення, осіб (2021) |
| ----------------- | ----------- | ---------------------- | ---------------------- | ---------------------- | ---------------------- |
| Жанакурилис, село | -           | 1123                   | 1195                   | 1119                   | 5752                   |
| Интимак, село     | Інтимак     | 846                    | 1015                   | 1413                   | 2129                   |
| Узинагаш, село    | Узунагач    | 19798                  | 23887                  | 30585                  | 46159                  |
| --Жартас          | -           | -                      | -                      | 1                      | 4                      |
| --МТФ             | -           | -                      | -                      | 2                      | 7                      |
| --Питомник        | -           | -                      | -                      | 1                      | 14                     |